# El día de la novia

## Argumento
Al tratar de recuperar los sentimientos que una vez le hicieron el más grande, el escritor de tarjetas de amor Ray se enreda en una red de asesinato y engaño para crear la tarjeta perfecta para una nueva fiesta: el día de la novia. 

## Reparto
- Bob Odenkirk como Ray (escritor de tarjetas).
- Amber Tamblyn como Jill.
- Rich Sommer como Buddy.
- Toby Huss como Betcher.
- David Sullivan como Sonnyboy.
- Hannah Nordberg como Liz.
- June Diane Raphael como Karen Lamb.
- Stacey Keach como Gundy.
- Andy Richter como Harold Lamb.
- Larry Fessenden como Taft.
- Natasha Lyonne como Mrs. Taft
- Alex Karpovsky como Styvesan.

## Estreno
La película fue liberada por Netflix el 14 de febrero de 2017.